# Verdampfen

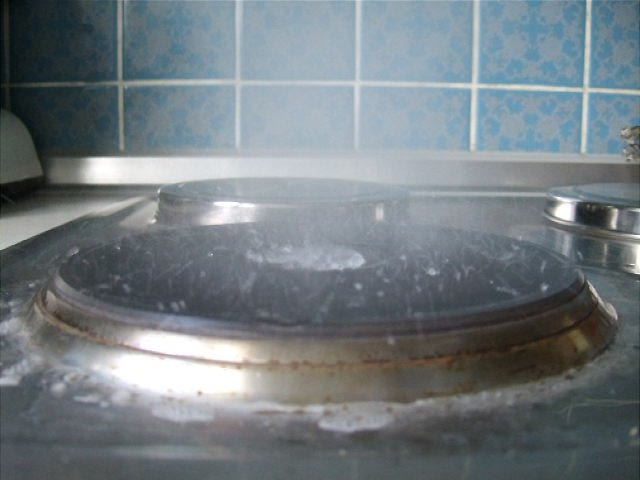
Verdampfendes Wasser auf einer Herdplatte

Das Verdampfen (englisch vaporization) ist der Phasenübergang einer Flüssigkeit oder eines Flüssigkeitsgemisches in den gasförmigen Aggregatzustand. Während das Überführen von Flüssigkeitsteilchen in die Gasphase durch Sieden unter den Verdampfungsbegriff fällt, wird Verdampfung teilweise von Verdunstung, also dem Übergang von Flüssigkeitsteilchen in die Gasphase bei Temperaturen unterhalb des Siedepunktes der Flüssigkeit, abgegrenzt.
Für das Verdampfen einer Flüssigkeit muss die Verdampfungsenthalpie aufgebracht werden. Der Umgebung bzw. der Flüssigkeit wird Wärme entzogen. Wird dem System keine Wärme von außen zugeführt, erreicht ein geschlossenes System einen bestimmten Gleichgewichtszustand, der durch die Temperatur und die Phasenanteile in den beteiligten Aggregatzuständen beschrieben wird.

## Physikalische Grundlagen
Eine Flüssigkeit siedet, wenn der temperaturabhängige Sättigungsdampfdruck der Flüssigkeit größer ist als der Druck der überlagerten Gasphase.
Beim Verdunsten ist eine Flüssigkeit mit einem anderen Gas überlagert, das überhitzt ist (der Zustand des überlagerten Gases liegt im T-s-Diagramm oberhalb des kritischen Punktes). Das überlagerte Gas kann abhängig von seiner Temperatur einen bestimmten Volumen- bzw. Molanteil der Flüssigkeit aufnehmen. Über einer Flüssigkeit stellt sich im Gleichgewicht der Partialdruck der verdampfenden Flüssigkeit ein, der dem gesättigten Zustand entspricht. Das Verhältnis des Partialdrucks der verdampften Phase zum Partialdruck bei Sättigung in dem überlagerten Gas wird als relative Feuchtigkeit φ bezeichnet.
Die Flüssigkeit verdunstet, solange sich der Partialdruck des Dampfes unterhalb des Sättigungsdampfdrucks befindet bzw. solange die relative Luftfeuchte unterhalb 100 % liegt. Wenn die relative Luftfeuchtigkeit jedoch 100 % überschreitet, tritt eine Übersättigung auf und es kondensiert Flüssigkeit.

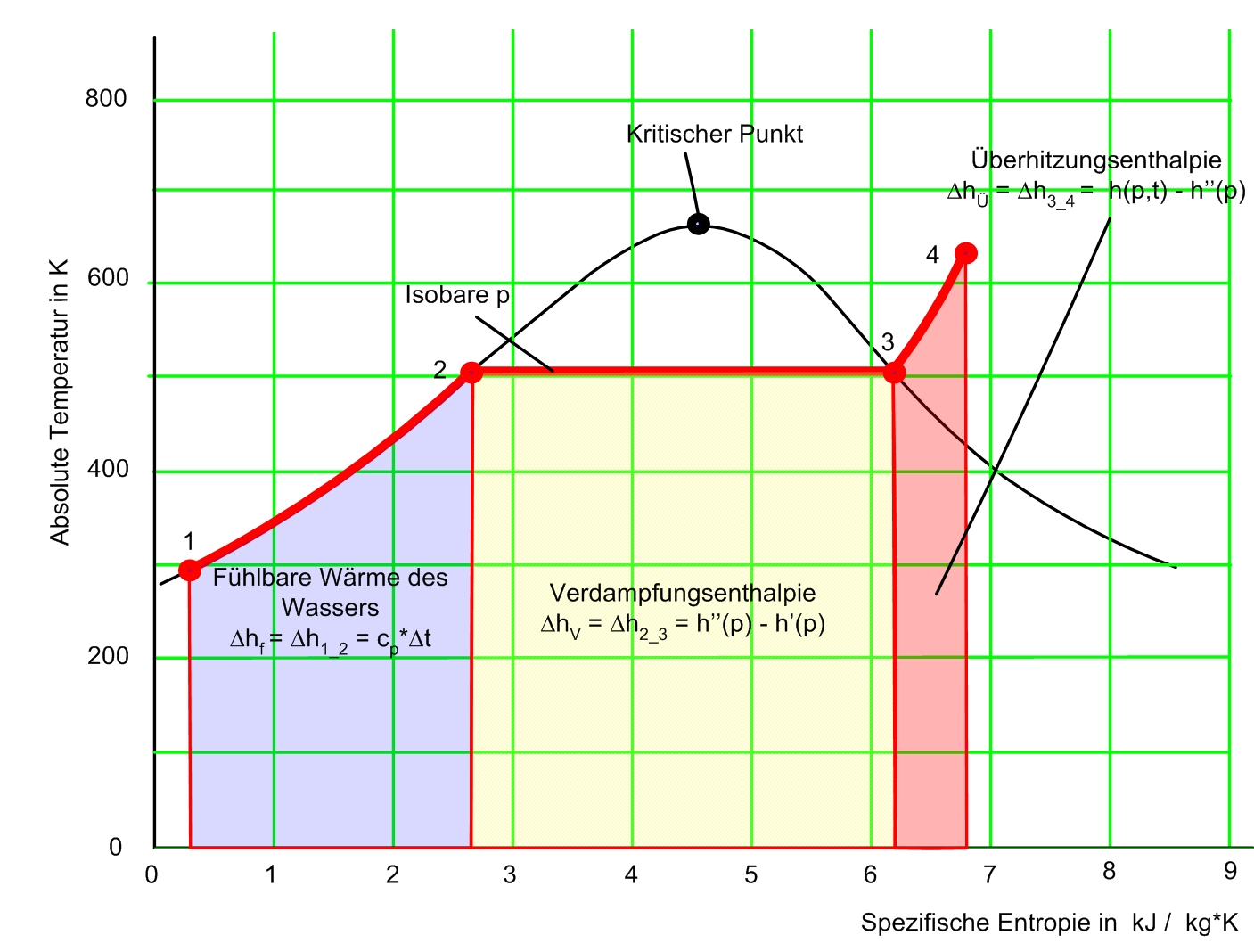
Beispiel: Isobare Erwärmung, Verdampfung und Überhitzung von Wasser, Zustandsverlauf im T-s-Diagramm

## Beispiel
Bei einer Temperatur von 100 °C und dem äußeren Luftdruck von 1,013 bar siedet Wasser. Solange es sich um ein offenes System mit konstantem Druck handelt, verdampft das Wasser bei konstanter Temperatur. Der Massenstrom der siedenden Flüssigkeit wird durch die Wärmezufuhr zur Flüssigkeit bestimmt.